# Comuna Voronînți, Orjîțea
Voronînți (în ucraineană Воронинці) este o comună în raionul Orjîțea, regiunea Poltava, Ucraina, formată din satele Kotlearevske, Kozace, Maksîmivșciîna, Novoselivka, Prîimivșciîna și Voronînți (reședința).

## Demografie
Componența lingvistică a comunei Voronînți
     Ucraineană (97,89%)
     Rusă (1,94%)
     Alte limbi (0,18%)
Conform recensământului din 2001, majoritatea populației comunei Voronînți era vorbitoare de ucraineană (97,89%), existând în minoritate și vorbitori de rusă (1,94%).